# Servicio 302 (Corredor Azul)
El servicio 302 fue una línea del Corredor Azul, que conecta los distritos de Rímac y Miraflores.

## Características
Inició operaciones el 29 de septiembre de 2014. Comparte casi todos sus paraderos y recorrido con el servicio 301. Opera con una flota de autobuses de 12 metros.
A partir de enero de 2023 el servicio se encuentra suspendido.

### Horarios
| Días                | Horario                   |
| ------------------- | ------------------------- |
| Lunes a sábado      | 05:00 a. m. - 11:00 p. m. |
| Domingos y feriados | sin servicio              |

### Tarifas
Los únicos medios de pago válidos son la tarjeta Lima Pass y la tarjeta del Metropolitano.
| Tipo    | Precio  |
| ------- | ------- |
| General | S/ 1.50 |
| Medio   | S/ 0.75 |

## Recorrido
| Ida Pardo       | Avenida Amancaes (esq. Avenida Samuel Alcázar) — Avenida Samuel Alcázar — Prolongación Tacna — Puente Santa Rosa — Avenida Tacna — Avenida Garcilaso de la Vega — Avenida Arequipa (esq. Calle Dos de Mayo)                                        |
| Vuelta Amancaes | Avenida Arequipa (esq. Calle Dos de Mayo) — Óvalo de Miraflores — Avenida Arequipa — Avenida Garcilaso de la Vega — Avenida Tacna — Puente Santa Rosa — Prolongación Tacna — Avenida Samuel Alcázar — Avenida Amancaes (esq. Parque Felipe Pinglo) |

## Paraderos
| N° | Paradero            | Común con |
| -- | ------------------- | --------- |
| 1  | Amancaes            |           |
| 2  | La Colonia          |           |
| 3  | Madrid              |           |
| 4  | Leoncio Prado       |           |
| 5  | Guardia Republicana |           |
| 6  | Chira               |           |
| 7  | Virú                |           |
| 8  | Ica                 |           |
| 9  | Moquegua            |           |
| 10 | Ilo                 |           |
| 11 | Bolivia             |           |
| 12 | España              |           |
| 13 | Tarma               |           |
| 14 | Saco Oliveros       |           |
| 15 | Ramón Dagnino       |           |
| 16 | Alejandro Tirado    |           |
| 17 | Enrique Villar      |           |
| 18 | Manuel Segura       |           |
| 19 | Manuel Candamo      |           |
| 20 | Tomás Guido         |           |
| 21 | Soledad             |           |
| 22 | Manuel Bañón        |           |
| 23 | Paz Soldán          |           |
| 24 | Choquehuanca        |           |
| 25 | Aramburú            |           |
| 26 | Los Ángeles         |           |
| 27 | Andalucía           |           |
| 28 | Ayacucho            |           |
| 29 | Angamos             |           |
| 30 | Piura               |           |
| 31 | Dos de Mayo         |           |

| N° | Paradero            | Común con |
| -- | ------------------- | --------- |
| 1  | Dos de Mayo         |           |
| 2  | Piura               |           |
| 3  | Angamos             |           |
| 4  | Lizardo Montero     |           |
| 5  | Carlos Tenaud       |           |
| 6  | Río de Janeiro      |           |
| 7  | Aramburú            |           |
| 8  | La Habana           |           |
| 9  | Juan de Arona       |           |
| 10 | Olavide             |           |
| 11 | Domingo Casanova    |           |
| 12 | Tomás Guido         |           |
| 13 | Manuel Candamo      |           |
| 14 | Manuel Segura       |           |
| 15 | Enrique Villar      |           |
| 16 | Emilio Fernández    |           |
| 17 | Ramón Dagnino       |           |
| 18 | Saco Oliveros       |           |
| 19 | España              |           |
| 20 | Bolivia             |           |
| 21 | Quilca              |           |
| 22 | Emancipación        |           |
| 23 | Callao              |           |
| 24 | Pizarro             |           |
| 25 | Chira               |           |
| 26 | Guardia Republicana |           |
| 27 | Alcázar             |           |
| 28 | Las Calesas         |           |
| 29 | Arancibia           |           |
| 30 | Amancaes            |           |